# Межица
Межица (словен. Mežica) је градић и управно средиште истоимене општине Межица, која припада Корушкој регији у Републици Словенији.
По попису становништва из 2011. године, насеље Межица имало је 3.254 становника.